# Mihri Belli
Mihri Belli (ur. 1915 w Silivri, zm. 16 kwietnia 2011 w Stambule) – turecki działacz socjalistyczny i komunistyczny, rewolucjonista, uczestnik wojny domowej w Grecji.

## Życiorys
Syn Mahmuta Hayrettina Beya, ważnego przywódcy wojskowego w trakcie tureckiej wojny o niepodległość. Skończył elitarny Robert College w Stambule. W 1936 wyjechał na studia ekonomiczne do Uniwersytetu Missisipi w Stanach Zjednoczonych, tam po raz pierwszy zetknął się z marksizmem. Na miejscu uczestniczył w amerykańskim ruchu związkowym. Do Turcji wrócił w 1940, po powrocie dołączył do nielegalnej partii Komunistycznej Partii Turcji (TKP). W 1942 został członkiem jej Komitetu Centralnego i organizował sekcję młodzieżową. Za działalność komunistyczną został skazany na 2 lata więzienia i wygnanie. W 1946 wyjechał do Grecji gdzie wstąpił do Demokratycznej Armii Grecji. Raniony dwukrotnie wyjechał na leczenie do Bułgarii i ZSRR. Jego udział w wojnie udokumentowano w greckim filmie „Kapitan Kemal. Nasz Towarzysz”. W 1950 został ponownie aresztowany za nielegalne przekroczenie granicy tureckiej i posiadanie broni. Rok później został ponownie zatrzymany w czasie akcji policyjnej wymierzonej w TKP, wskutek czego otrzymuje siedmioletni wyrok więzienia i 2 lata przymusowego przesiedlenia.
W 1960 został wykluczony z TKP, wstąpił po tym do Partii Pracujących Turcji (TİP). Po wojskowym zamachu stanu w 1971, uciekł z kraju i wyjechał do Palestyny, gdzie przebywał jako gość Organizacji Wyzwolenia Palestyny, w późniejszym czasie przebywał także w Europie. Wraca po upadku wojskowego reżimu w 1973 i amnestii, zakłada Turecką Partię Pracy. W 1975 została ona zdelegalizowana za powiązania z Kurdyjskimi organizacjami. W 1979 doszło do zamachu na Belliego, w wyniku którego został ranny. Do kolejnego zamachu doszło już rok później, wyjechał na Bliski Wschód, a potem do Szwecji gdzie podjął współpracę z kurdyjskim ruchem narodowym. W 1992 powrócił do Turcji, a w 1997 spotkał się z Abdullahem Öcalanem. W 1996 uczestniczył w założeniu Partii Wolności i Solidarności, a w 2002 w założeniu Partii Socjalistyczno-Demokratycznej. W 2005 szerzej publice zaprezentowano portrety, które tworzył w trakcie pobytu w więzieniu. W 2008 uczestniczył w kongresie założycielskim Partii Socjalistycznej.